# Spiroplasma platyhelix
Spiroplasma platyhelix è una specie di batterio appartenente alla famiglia delle Spiroplasmataceae.